# 邦德維爾 (伊利諾伊州)
邦德維爾（英語：Bondville）是位於美國伊利諾伊州尚佩恩縣的一個村落。

## 地理
邦德維爾的座標為40°06′45″N 88°22′07″W / 40.11250°N 88.36861°W，而該地最高點為海拔高度218米（即715英尺）。

## 人口
根據2010年美國人口普查的數據，邦德維爾的面積為0.66平方千米，當中陸地面積為0.66平方千米，而水域面積為0.00平方千米。當地共有人口443人，而人口密度為每平方千米671人。